# Kroatisch Geresdorf
Kroatisch Geresdorf (kroatisch Gerištof, ungarisch Gyirót) ist ein Dorf in der Gemeinde Nikitsch im Bezirk Oberpullendorf im mittleren Burgenland. Der Ort liegt nordwestlich von Lutzmannsburg etwa fünf Kilometer vor der Landesgrenze zu Ungarn.

## Geschichte
Die erste urkundliche Nennung des Ortes unter dem Namen „Gerolth“ geht auf das Jahr 1156 zurück. Aus „Geroltesdorf“, das Dorf des Gerolt, entwickelte sich der deutsche Ortsname „Geresdorf“. Die kroatische Form „Gerištof“ wurde wahrscheinlich bereits seit dem 16. Jahrhundert gebraucht.
Der Ort war Bestandteil der Grafschaft Lutzmannsburg, die sich im Besitz der deutschen Ritter Gottfried und Albrecht Gösfalvi befand. Im Jahr 1329 war das Dorf im Besitz der Abtei Klostermarienberg. 1529–1532 blieb Kroatisch Geresdorf, nun „Gyrolth“ und im Herrschaftsbesitz von Landsee, so wie seine Umgebung, von Pestepidemien und Türkenkriegen nicht verschont. Doch gerade diese Türkenkriege spielten in der weiteren Entwicklung dieser Gegend eine entscheidende Rolle. Die verlassenen Dörfer wurden von Flüchtlingen aus Kroatien besiedelt.
Das genaue Datum der Kroatenansiedlung ist nicht bekannt. Wahrscheinlich erfolgte sie schon in der ersten Ansiedlungswelle 1533 bis 1545. In den Urbaren von 1675 und 1690 sind jedenfalls überwiegend kroatische Familiennamen angeführt. Die Pfarrer dieser Zeit waren ebenfalls ausschließlich Kroaten. Im Visitationsbericht von 1674 heißt es: Alle 285 Pfarrangehörigen sind katholisch und Kroaten.
Die Bevölkerung von Geresdorf lebte hauptsächlich vom Getreideanbau, es gab aber auch Weinbau. Vor allem durch die Pfandherrn wurden die Bauern immer wieder schwer belastet. Gegen die ihnen auferlegten gefürchteten „weiten Fuhren“ mussten sie sich wehren, denn sie stellten eine hohe Belastung für Mensch und Zugvieh dar. Die wirtschaftliche Situation war prekär, offenbar waren viele Bauern nicht mehr in der Lage, die hohen Belastungen zu tragen. 1864 wurde ein Urbarialvergleich der Geresdorfer mit der ehemaligen Grundherrschaft geschlossen. Insgesamt war die Belastung, die in 20 Jahren Ratenzahlungen getragen werden musste, sehr hoch. Die Folgen der „Grundentlastung“ waren, so wie in den meisten Dörfern, Besitzzersplitterung durch Erbteilung. Die Verschuldung war hoch, Verpfändungen hatten oft den Verlust des Besitzes zur Folge. Dazu kam ein explosionsartiges Bevölkerungswachstum. Die Einwohnerzahl von etwa 300 um 1700 stieg auf 900 zu Mitte des 19. Jahrhunderts. Es blieben somit nur wenige Auswege: Saisonarbeit und schließlich die Ab- bzw. Auswanderung.
In der Zeit der Räteregierung brachten die dramatischen Ereignisse in Nikitsch (Hinrichtung des Pfarrers Anton Semeliker) auch viel Unruhe nach Geresdorf. Die Einstellung der Bevölkerung zum Anschluss an Österreich war nicht einheitlich. Der Pfarrer Johann Windisch, der Mesner Franz Kirchknopf, der Kaufmann Alexander Krismanits und einige Bauern traten für Ungarn ein. Am 3. November 1921 zogen 50 österreichische Soldaten, von Lutzmannsburg herkommend, in Geresdorf ein. In den 1920er Jahren blühte auch in Geresdorf der Schmuggel über die neue Staatsgrenze. Die verstärkte Abwanderung nach Wien setzte in den ersten Nachkriegsjahren ein. Nach der Grundentlastung blieben 60 ha Acker und 100 ha Wald im Besitz der Esterhazy. Die Herrschaftsäcker wurden zusammengelegt und von einem Meierhof aus bewirtschaftet. Der Meierhof wurde an eine ungarische Zuckerfabrik verpachtet. 1931 wurde das Gebäude an zwei Familien verkauft, ebenso die Äcker, die die Bauern erwarben. Den Wald kaufte die Urbarialgemeinde.
Die Volkszählung 1934 zeigte folgende sozialökonomische Struktur: Das Dorf hatte 869 Einwohner. 89 % lebten von der Landwirtschaft, 3,5 % von Gewerbe und Industrie, 2,7 % von Handel und Verkehr. Im Dorf gab es nur wenige Handwerker, zwei Tischler, zwei Schmiede, einen Schuster, einen Schneider, einige Gemischtwarenhändler, vier Gasthäuser und eine Windmühle. Einige Bauern betrieben nebenbei einen Pferde- bzw. Schweinehandel oder waren als Fuhrleute tätig. Ab 1937 nahm auch in Geresdorf die Zahl der Bau- und Hilfsarbeiter stark zu. Die politische Situation wurde instabiler. Im benachbarten Lutzmannsburg fand die NSDAP immer mehr Zustimmung. Am 10. März 1938 unternahmen die Lutzmannsburger NS-Organisationen einen Propagandamarsch, der auch durch Geresdorf führte. Der Anschluss an Deutschland wurde mit 100 % Ja-Stimmen begrüßt. Angehörige der Lutzmannsburger NSDAP erklärten nach dem Anschluss den Bürgermeister Michael Krizmanich für abgesetzt. Dem neuen Gemeinderat stand Johann Kuzmich, später Johann Fellinger vor. Die beiden in Geresdorf lebenden jüdischen Familien Grüneis und Lederer „verschwanden“. Zu den Opfern der NS-Diktatur gehörte auch Julia Bancic, die den Führer als Mörder bezeichnete, nachdem ihr Mann in Russland gefallen war.
Am 20. September 1944 brach bei Drescharbeiten ein Feuer aus, das sich zu einem Großbrand entwickelte. 29 Häuser brannten völlig nieder, weitere 29 Gebäude wurden schwer beschädigt. Beim Herannahen der Roten Armee erging die Aufforderung zur Evakuierung des Dorfes, die aber nicht befolgt wurde. Am Karfreitag 1945 wurde das Dorf von Russen besetzt. Am 31. März griff eine SS-Einheit von Lutzmannsburg aus die Sowjetrussen an und warf diese aus dem Dorf. Im darauffolgenden Kampf fielen jedoch sämtliche 60 deutsche Soldaten, auch 15 Schanzarbeiter wurden von den Russen erschossen. Einige Gebäude gerieten in Brand, mehrere Zivilisten kamen dabei ums Leben. Zwei ältere Männer wurden von einstürzenden Mauern getötet. Auch die Volksschule brannte nieder. Anschließend begannen die Plünderungen, bei denen etwa 60 % des Viehbestandes verloren gingen. Geresdorf gehörte zu den am meisten geschädigten Orten des Landes. Das Dorf hatte 42 Gefallene und 27 Vermisste zu beklagen. Im Oktober 1945 wurde Bürgermeister Andreas Markovich erschossen aufgefunden. Später kam es zu Spannungen zwischen Geresdorf und Lutzmannsburg, die 1946 in einer schweren Wirtshausrauferei kumulierten. Die Geresdorfer wollten Rache nehmen an den Lutzmannsburger Nationalsozialisten.
Nach dem Krieg musste vorübergehend im Zollhaus unterrichtet werden. Oberlehrer Hafner wurde außer Dienst gestellt, da er Mitglied der NSDAP war. Bis 1948 wurde nur unregelmäßig unterrichtet. Im selben Jahr wurde schließlich mit dem Schulneubau begonnen. 1949 wurde die Volksschule mit drei Klassenräumen und Lehrerwohnungen eröffnet. Ab 1960 wurde zweitklassig und ab 1975 nur noch einklassig unterrichtet. 1991 wurde ein Kindergarten eröffnet. Sowohl in der Schule als auch im Kindergarten wurde stets größter Wert auf die Verwendung der burgenlandkroatischen Sprache gelegt. In der Volksschule bestand auch eine Tamburizzagruppe.
Ab 1974 begann der Wasserverband Mittleres Burgenland mit dem Bau der Trinkwasserleitung. Auch die Kommassierung wurde eingeleitet. Die Anzahl der Grundstücke wurde von 2406 auf 769 reduziert. 1978 wurde die Kläranlage und 2005 eine Hochwasserrückhalteanlage errichtet. 2016 wurde schließlich eine neue Kläranlage fertiggestellt und in Betrieb genommen. Sehr schlecht steht es weiterhin um die Nahversorgung mit Gütern des täglichen Bedarfs.
Trotz der sinkenden Einwohnerzahl gab und gibt es immer noch ein funktionierendes Vereinsleben. Schon 1926 wurde ein Vorschusskassenverein gegründet. Ab 1960 weitete die Raiffeisenkasse Lutzmannsburg ihre Tätigkeit auf Geresdorf aus und errichtete auch hier eine Zweigstelle. Von 1927 bis 1972 bestand eine Milchgenossenschaft. Der Freiwilligen Feuerwehr kam auch im Gesellschaftsleben immer schon eine große Bedeutung zu. Im Jahr 1981 wurde ein Feuerwehrhaus gebaut, ein neues ist derzeit in Planung.

### Entwicklung des Ortsnamens
- Gerolth (1156)
- Gerolt (1206)
- Gyrolth (1240)
- Gherolt (1335)
- Gyiroth (1554)
- Gyirot (1591)
- Gerištof (1658)
- Gerisdorf (1730)
- Kroatisch Geresdorf (1740)[5]

## Politik
Derzeitiger Ortsvorsteher ist Franz Klemen (SPÖ). Vizebürgermeister der Gemeinde ist der aus Kroatisch Geresdorf stammende Herbert Hedl (ÖVP).

## Kultur und Sehenswürdigkeiten

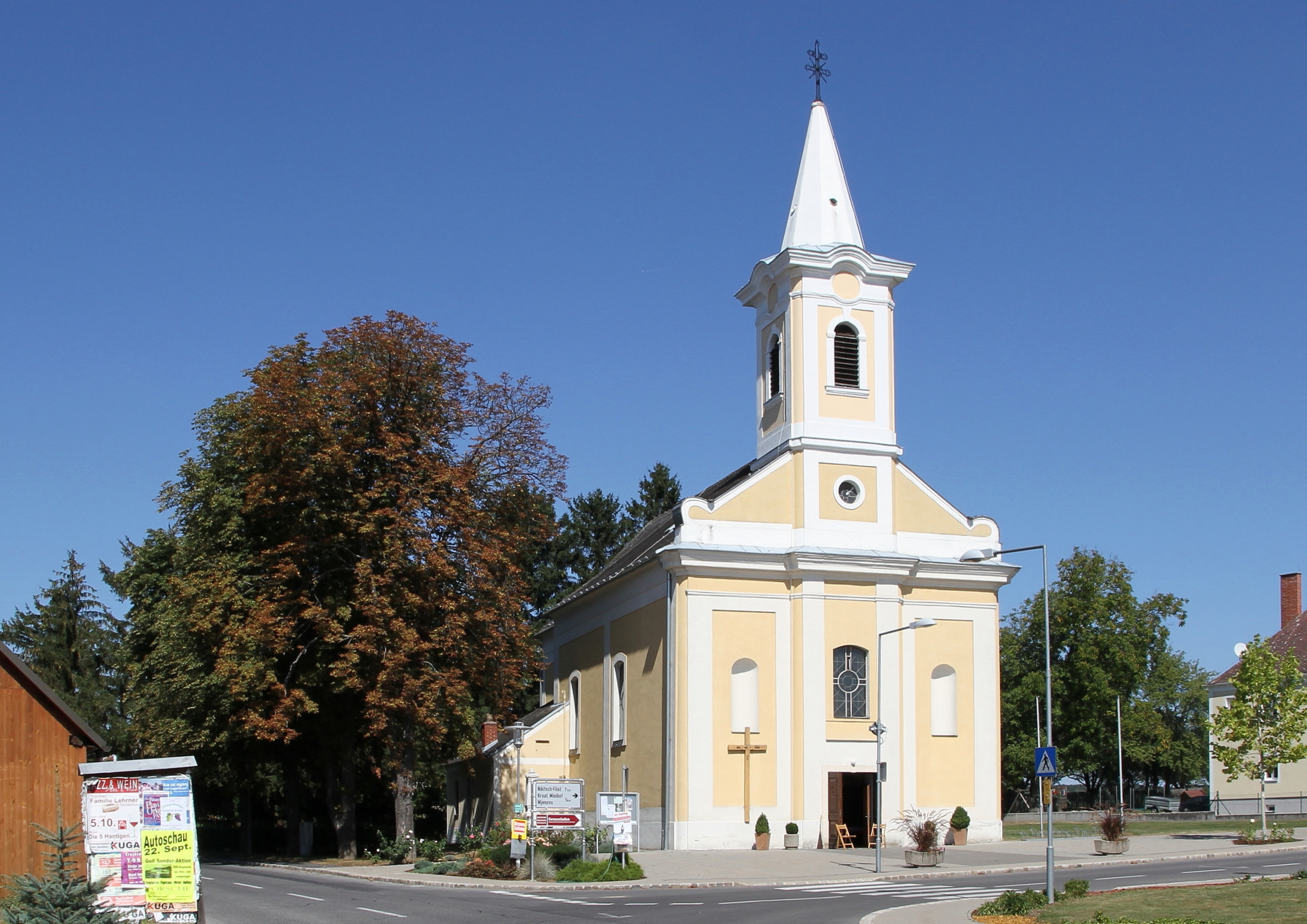
Pfarrkirche Kroatisch Geresdorf

- Katholische Pfarrkirche Kroatisch Geresdorf hl. Andreas: Die Kirche wurde bereits in vorreformatorischen Zeiten errichtet. Sie war ursprünglich der heiligen Kunigunde geweiht. Der heutige Kirchenbau wurde 1795 errichtet und in den Jahren 1966, 1972 sowie zuletzt 2014 renoviert.[7]

## Verbände und Vereine
- Jugend Kroatisch Geresdorf: Der Verein, auf Kroatisch Mladina Gerištof, wurde 2018 gegründet und hat 47 aktive Mitglieder.[8][9]

- Fußballverein SC Kroatisch Geresdorf: Der Verein wurde 1969 gegründet. Die aktuelle Spielstätte wird auch Waldstadion genannt. Der Fußballverein spielt in der Saison 2021/22 in der 1. Klasse Mitte. Aktueller Obmann ist Christoph Biricz.[10]

- Tamburizzagruppe Zelenjaki: Die Tamburizzagruppe Zelenjaki (deutsch etwa Die Grünlinge), gegründet im Jahre 2006, ist eines der jüngsten und größten Tamburizzaensembles des Burgenlandes. Anlässlich des 850-jährigen Jubiläums von Kroatisch Geresdorf wurde die Idee einer ortseigenen Tamburizzagruppe realisiert. Das Besondere an der Tamburizzagruppe ist ihr einzigartiges Programm, das neben alten Geresdorfer Volksliedern auch interessante Arrangements kroatischer Schlager- und Rocklieder umfasst.  Die Mitgliederanzahl hat sich seither auf über 50 Mitglieder erweitert. Die Zelenjaki konnten seit der Vereinsgründung viele erfolgreiche Auftritte in Österreich, Ungarn, der Slowakei und Kroatien verzeichnen.[11]

- Freiwillige Feuerwehr Kroatisch Geresdorf: Die Freiwillige Feuerwehr Kroatisch Geresdorf wurde im Jahr 1890 gegründet. Ihr Fuhrpark umfasst ein Tanklöschfahrzeug sowie ein Kleinlöschfahrzeug. Seit 2017 sind auch Frauen Mitglieder. Die Freiwillige Feuerwehr veranstaltet jährlich neben verschiedenen Veranstaltungen auch einen Heurigen, einen Feuerwehrball und begleitet die Fronleichnamsprozession. Außerdem nimmt die 2017 gegründete Bewerbsgruppe der Feuerwehr regelmäßig an Feuerwehrleistungsbewerben teil. Aktuell gibt es 39 Mitglieder. Kommandant (seit 2016) ist Thomas Glavanits.[12]

## Bildung
- Zweisprachige Volksschule (geschlossen)
- Zweisprachiger Kindergarten (geschlossen)

## Gastronomie und Beherbergung
- Gasthaus Teveli

## Handel und Gewerbe
- Kfz-Handel Autohaus Horvath
- Raiffeisenbank Kroatisch Geresdorf
- Reinigungsgewerbe Kuhn (Green Service)
- Taxiunternehmen Alfred Keglovits
- Versicherungsmakler Harald Meszarich

## Persönlichkeiten
Söhne und Töchter des Ortes
- Ivan Cukovic (1865–1944), geb. in Kroatisch Geresdorf, aufgewachsen in Minihof, Mönchspriester, Autor burgenland-kroatischer und ungarischer religiöser Literatur.
- Agnes Prandler (1927–2013), geb. in Kroatisch Geresdorf, ehemalige Politikerin (SPÖ) und von 1977 bis 1987 Abgeordnete zum Burgenländischen Landtag.[13]